# Óxido de oro(III)
El óxido de oro(III) (Au2O3; trióxido de dioro) es el óxido más estable del oro. Tiene un color rojo amarronado, y es un sólido térmicamente inestable que se descompone a 160 °C. Es insoluble en agua y es débilmente ácida si se disuelve en álcali concentrado formando sales que se cree contienen iones Au(OH)4−. Este óxido no es un electrolito por lo que no se disocia al estar en presencia de un solvente, lo que le da una mayor estabilidad.
El Au2O3 anhidro se puede preparar calentando óxido de oro(III) amorfo hidratado con ácido perclórico y perclorato de metal alcalino en un tubo sellado de cuarzo a una temperatura de 250 °C y una presión de 30 MPa.
El óxido de oro es utilizado para preparar el costoso vidrio colorado o vidrio rubino oro, el cual al igual que las suspensiones coloidales de oro, contiene nanopartículas esféricas de tamaños similares de oro.